# Базилевский, Юрий Яковлевич
Ю́рий Я́ковлевич Базиле́вский (1912—1983) — главный конструктор ЭВМ «Стрела» и автоматизированного вычислительного комплекса для системы противовоздушной обороны «Даль-111», дважды лауреат Сталинской премии, Герой Социалистического Труда.

## Биография
Родился 3 мая 1912 года в городе Алексеевка Воронежской губернии в семье учителя.
Окончил среднюю школу в Майкопе (1929) и Московский машиностроительный институт им. Лепсе (1935). Одновременно с учёбой занимался конструкторской и исследовательской работой на заводе.
С 1935 года — инженер-конструктор, главный конструктор и начальник технического отдела в СКБ при заводе «Манометр».
После войны в качестве главного инженера НИИ лабораторного приборостроения и автоматики участвовал в советском атомном проекте. За разработку контрольно-измерительных приборов с дистанционными показателями для заводов «А» и «Б» комбината № 817 (предприятия, занимавшегося радиохимическим выделением плутония для первой советской ядерной бомбы), в 1949 году секретными указами правительства награждён орденом Трудового Красного Знамени и Сталинской премией II степени.
С 1949 года — в СКБ-245, в январе 1950 года назначен главным конструктором ЭВМ «Стрела», которая в 1953 году успешно прошла испытание, и к 1956 году было изготовлено 7 машин.
В 1954—1961 годах — главный инженер СКБ-245 (с 1958 года — НИЭМ), руководил разработкой специализированных вычислительных комплексов для оборонных систем.
В 1961—1965 работал в Государственном комитете по науке и технике СССР.
В 1965—1982 годах — начальник Технического управления Минприбора, затем заместитель министра приборостроения СССР.
Кандидат технических наук. С 1930-х годов преподавал в МИФИ, заведующий кафедрой «Компьютерные системы и технологии» (1953—1955).
Умер 19 июня 1983 года в Москве, похоронен на Кунцевском кладбище.

## Награды
- Орден Трудового Красного Знамени (1949).
- Сталинская премия II степени (1949).
- Герой Социалистического Труда (1954).
- Сталинская премия (1954, за разработку и создание автоматической быстродействующей вычислительной математической машины).
- Награждён двумя орденами Трудового Красного Знамени (29.10.1949, 25.08.1971), орденом Дружбы народов (31.03.1981) и медалями.